# Panopticon (Isis)
Panopticon è il terzo album di studio del gruppo post-metal statunitense Isis, uscito presso la Ipecac Recordings il 19 ottobre 2004.

## Tracce
1. So Did We – 7:30
2. Backlit – 7:43
3. In Fiction – 8:59
4. Wills Dissolve – 6:47
5. Syndic Calls – 9:40
6. Altered Course – 9:58
7. Grinning Mouths – 8:27

## Formazione

### Membri
- Jeff Caxide – basso
- Aaron Harris – batteria
- Michael Gallagher – chitarra
- Bryant Clifford Meyer – sintetizzatori, chitarra
- Aaron Turner – voce, chitarra, fotografia e design

### Altro personale
- Justin Chancellor – suoni aggiuntivi/basso in "Altered Course"
- Matt Bayles – produzione, mixaggio e registrazione
- Greg Moss – suoni dal vivo
- Jason Hellmann – design del sito web